# Poród do wody

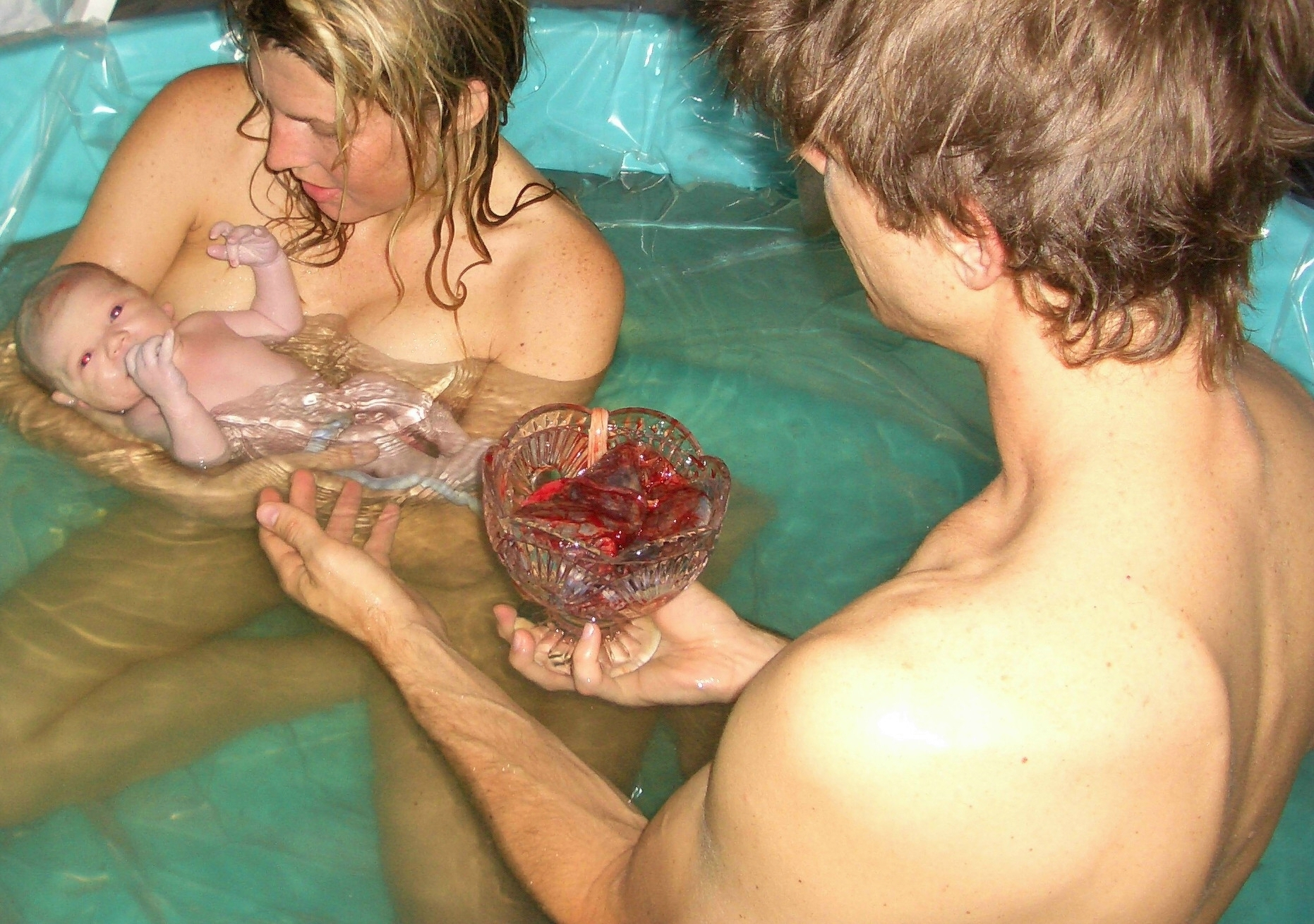
Noworodek po porodzie w wodzie

Poród do wody – poród, w którym jego drugi okres odbywa się w wannie z wodą.

## Przeciwwskazania
- temperatura ciała rodzącej powyżej 38°C lub podejrzenie infekcji;
- nieleczona infekcja dróg rodnych, nerek lub skóry;
- zapalenie błon płodowych;
- konieczność ciągłego monitoringu akcji serca płodu, niemożliwego do zrealizowania w wodzie;
- choroby układu krążenia;
- stan przedrzucawkowy;
- niewydolność nerek;
- krwawienie z dróg rodnych;
- nieprawidłowe położenie, ułożenie bądź ustawienie płodu;
- gęsty, zielony płyn owodniowy;
- wcześniactwo.

## Korzyści dla matki
- redukcja odczuwania bólu i łatwiejsze radzenie sobie z nim;
- większe poczucie bezpieczeństwa;
- łatwiejsze poruszanie się i zmiana pozycji;
- mniejsze ryzyko pęknięcia krocza;
- krótszy I okres porodu[1].

## Korzyści dla dziecka
- większe poczucie bezpieczeństwa i komfortu – woda jest znanym dziecku środowiskiem;
- mniejszy szok i łagodniejsze bodźce;
- spokojna i zrelaksowana mama to lepsze radzenie sobie dziecka ze stresem jakim jest poród;
- lepszy stan dziecka po porodzie[2].